# Mordellistena coelioxys
Mordellistena coelioxys es una especie de coleóptero de la familia Mordellidae.

## Distribución geográfica
Habita en Nueva Gales del Sur y Queensland   (Australia).